# Hendersonville Memory Gardens
Hendersonville Memory Gardens är en begravningsplats i Hendersonville, Tennessee, USA, tidigare känd under namnet Woodlawn Memorial Park East. Den är belägen strax nordost om Nashville, och är känd som begravningsplats för Johnny Cash och flera av medlemmarna i musikerfamiljen Carter och andra stjärnor inom countrymusiken. 

## Personer begravda på Hendersonville Memory Gardens
- Max Barnes (1936-2004)
- Maybelle Carter (1909-1978)
- Johnny Cash (1932-2003)
- June Carter Cash (1929-2003)
- Rosie Nix Adams (1958-2003)
- Burkett Graves (1929-2006)
- Merle Kilgore (1934-2005)
- Joe Maphis (1921-1986)
- Luther Perkins (1928-1968)
- Sheb Wooley (1921-2003)